# Annaleigh Ashford

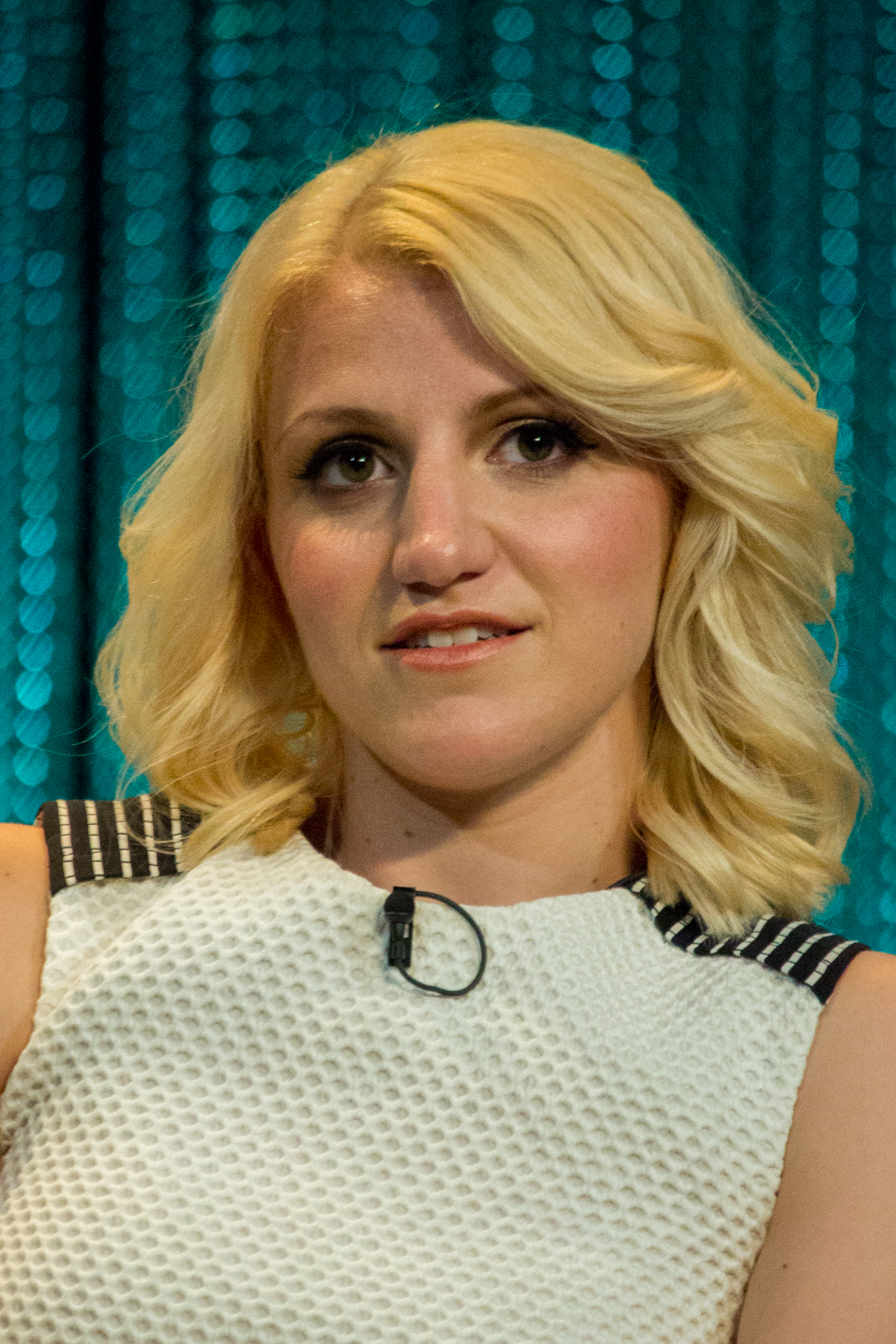
Annaleigh Ashford (2014)

Annaleigh Ashford (* 25. Juni 1985 in Denver, Colorado) ist eine US-amerikanische Schauspielerin, Sängerin und Theaterschauspielerin.

## Leben
Ashfords Karriere begann Mitte der 2000er Jahre mit kleineren Theaterrollen. 2008 spielte sie in einer kleineren Rolle in Sex and the City – Der Film mit. Weitere Bekanntheit erlangte sie durch ihre Serienrolle in Masters of Sex und ihre Theaterrollen am Broadway.

## Filmografie (Auswahl)
- 2008: Sex and the City – Der Film (Sex and the City: The Movie)
- 2008: Rachels Hochzeit (Rachel Getting Married)
- 2013–2016: Masters of Sex (Fernsehserie, 32 Episoden)
- 2016: Love on the Run
- 2016: The Rocky Horror Picture Show: Let’s Do the Time Warp Again (Fernsehfilm)
- 2017: Unicorn Store
- 2018: Manhattan Queen (Second Act)
- 2018, 2021: American Crime Story (Fernsehserie, 12 Episoden)
- 2019: Late Night
- 2019: Younger (Fernsehserie, 4 Episoden)
- 2019: Unbelievable (Fernsehserie, 3 Episoden)
- 2019: A Rainy Day in New York
- 2019: Bad Education
- 2019: Evil (Fernsehserie, 1 Episode)
- 2020: The Good Fight (Fernsehserie, 2 Episoden)
- 2020–2022: B Positive (Fernsehserie)
- 2022: Welcome to Chippendales (Fernsehserie)

## Diskografie
- 2007: Legally Blonde (Original Broadway Cast Recording)
- 2013: Dogfight (Original Cast Recording)
- 2013: "Love Me Back" – single (mit Richard Hall)
- 2013: "Stand Beside Me" – single (mit Richard Hall)
- 2013: Kinky Boots (Original Broadway Cast Recording)
- 2013: Frozen (Original Motion Picture Soundtrack)
- 2014: "Another Time" – single (mit Will Van Dyke)
- 2014: Ahrens & Flaherty: Nice Fighting You (A 30th Anniversary Celebration Live at 54 Below)
- 2015: Lost in the Stars: Live at 54 Below
- 2016: The Rocky Horror Picture Show: Let's Do the Time Warp Again
- 2016: "A New Year" – single (with Will Van Dyke & Jeff Talbott)
- 2017: Sunday in the Park with George (2017 New Broadway Cast Recording)[1][2][3][4]

## Auszeichnungen
| Jahr | Veranstaltung                       | Kategorie                                                      | Film                                | Gewonnen/Nominiert | Ref.          |
| ---- | ----------------------------------- | -------------------------------------------------------------- | ----------------------------------- | ------------------ | ------------- |
| 2008 | Broadway.com Audience Choice Awards | Favorite Replacement (Female)                                  | Wicked                              | Nominiert          |               |
| 2010 | Broadway.com Audience Choice Awards | Favorite Replacement (Female)                                  | Hair                                | Nominiert          |               |
| 2011 | Drama League Awards                 | Distinguished Performance Award                                | Rent                                | Nominiert          | [ 5 ]         |
| 2013 | Broadway.com Audience Choice Awards | Favorite Actress in a Musical                                  | Kinky Boots                         | Nominiert          |               |
| 2013 | Broadway.com Audience Choice Awards | Favorite Funny Performance                                     | Kinky Boots                         | Gewonnen           |               |
| 2013 | Clarence Derwent Awards             | Clarence Derwent Award for Most Promising Female Performer     | Kinky Boots                         | Gewonnen           |               |
| 2013 | Drama Desk Awards                   | Drama Desk Award for Outstanding Featured Actress in a Musical | Kinky Boots                         | Nominiert          |               |
| 2013 | Outer Critics Circle                | Outstanding Featured Actress in a Musical                      | Kinky Boots                         | Nominiert          | [ 6 ]         |
| 2013 | Tony Awards                         | Tony Award for Best Featured Actress in a Musical              | Kinky Boots                         | Nominiert          |               |
| 2015 | Broadway.com Audience Choice Awards | Favorite Featured Actress in a Play                            | You Can't Take It With You          | Gewonnen           | [ 7 ]         |
| 2015 | Broadway.com Audience Choice Awards | Favorite Funny Performance                                     | You Can't Take It With You          | Gewonnen           | [ 7 ]         |
| 2015 | Drama Desk Awards                   | Drama Desk Award for Outstanding Featured Actress in a Play    | You Can't Take It With You          | Gewonnen           |               |
| 2015 | Fred and Adele Astaire Awards       | Fred and Adele Astaire Award for Best Female Dancer            | You Can't Take It With You          | Nominiert          |               |
| 2015 | Outer Critics Circle                | Outstanding Featured Actress in a Play                         | You Can't Take It With You          | Gewonnen           | [ 8 ]         |
| 2015 | Tony Awards                         | Best Featured Actress in a Play                                | You Can't Take It With You          | Gewonnen           |               |
| 2015 | BroadwayWorld Cabaret Awards        | Best Show, Celebrity Female                                    | Lost in the Stars                   | Gewonnen           |               |
| 2015 | Broadway.com Star of the Year Award | Star of the Year                                               | N/A                                 | Nominiert          | [ 9 ]         |
| 2016 | MAC Awards                          | Best Song                                                      | Another Time (Andrew's Song)        | Nominiert          | [ 10 ] [ 11 ] |
| 2016 | MAC Awards                          | Best Major Recording                                           | Lost in the Stars: Live at 54 Below | Nominiert          | [ 10 ] [ 11 ] |
| 2016 | Drama League Awards                 | Distinguished Performance Award                                | Sylvia                              | Nominiert          | [ 12 ]        |
| 2016 | Broadway.com Audience Choice Awards | Favorite Featured Actress in a Play                            | Sylvia                              | Nominiert          | [ 13 ]        |
| 2016 | Broadway.com Audience Choice Awards | Favorite Funny Performance                                     | Sylvia                              | Nominiert          | [ 13 ]        |
| 2016 | Brooklyn Web Fest Awards            | Best Supporting Actress                                        | Pleasant Events                     | Nominiert          | [ 14 ]        |
| 2017 | Broadway.com Audience Choice Awards | Favorite Leading Actress in a Musical                          | Sunday in the Park with George      | Nominiert          | [ 15 ]        |
| 2017 | Broadway.com Audience Choice Awards | Favorite Onstage Pair (with Jake Gyllenhaal)                   | Sunday in the Park with George      | Nominiert          | [ 15 ]        |